# Turdidae
Famille
Les Turdidae (ou turdidés) sont une famille de passereaux constituée de 17 genres et de plus de 167 espèces.

## Étymologie
Ce terme scientifique dérive du latin turdus signifiant grive, lui-même se rattachant à une racine tord- d'origine acoustique (comme dans outarde).

## Systématique
Les principales études sur cette famille sont les travaux phylogéniques de Klicka et al. (2005) et de Voelker & Klicka (2008). Les travaux de Sangster et al. (2010) et Zuccon & Ericson (2010) permettent de définir plus précisément les limites familiales entre les Muscicapidae et les Turdidae. Ces deux études montrent que les espèces des genres Myophonus (9 espèces), Brachypteryx (3 espèces), ainsi que le Brachyptère des Célèbes (Heinrichia calligyna) et le Brachyptère étoilée (Heteroxenicus stellatus) n'appartiennent pas aux Turdidae, mais aux Muscicapidae. S'appuyant sur ces travaux, le Congrès ornithologique international, dans sa classification de référence (version 3.4, 2013), les déplacent dans cette dernière famille.

### Liste des genres
D'après la classification de référence (version 14.1, 2024) du Congrès ornithologique international (ordre alphabétique) :
- Cataponera (1 espèce)
- Catharus (12 espèces)
- Chlamydochaera (1 espèce)
- Cichlopsis (1 espèce)
- Cochoa (4 espèces)
- Entomodestes (2 espèces)
- Geokichla (21 espèces)
- Grandala (1 espèce)
- Hylocichla (1 espèce)
- Ixoreus (1 espèce)
- Myadestes (12 espèces)
- Neocossyphus (2 espèces)
- Pinarornis (1 espèce)
- Ridgwayia (1 espèce)
- Sialia (3 espèces)
- Stizorhina (2 espèces)
- Turdus (88 espèces)
- Zoothera (21 espèces)

### Liste des espèces
D'après la classification de référence (version 5.2, 2015) du Congrès ornithologique international (ordre phylogénique) :
Parmi celles-ci, trois espèces sont éteintes :
- †Zoothera terrestris – Grive des Bonin
- †Myadestes myadestinus – Solitaire kamao
- †Turdus ravidus – Merle de Grande Caïman